# سندرم ایمپاستر
سندرم ایمپاستر، نشانگان دغل‌کار یا نشانگان خودویرانگری توانمندان (به انگلیسی: imposter syndrome) یک پدیده‌ی روان‌شناختی است که در آن فرد نخبه نمی‌تواند اعتبار موفقیت‌هایش را بپذیرد. در این پدیده فرد تصور می‌کند برخلاف آنچه شواهد بیرونی که نشان از لیاقت وی برای رسیدنش به موفقیت از روی رقابت و تلاش دارند، او در واقع شایستگی آن موفقیت را ندارد و شخصی فریب‌کار است. فرد مبتلا به این نشانگان، موفقیت خودش را در نتیجهٔ اقبال، زمان‌بندی خوب، و یا فریب دیگران فرض می‌کند و این موضوع که فردی باهوش یا تلاش‌گر است را بدفهمی دیگران فرض می‌کند و از نظر روانی از سوی خود نمی‌پذیرد.
این عبارت برای اولین بار توسط روانشناسان در مقاله‌ای در ۱۹۷۸ عنوان شد و در آن برآورد شد که حدود ۷۰ درصد از انسان‌ها، نشانه‌هایی از این سندرم را در خود دارند. محققان از آن به عنوان مسئلهٔ مؤثر بر زنانی یاد می‌کنند که علی‌رغم داشتن جایگاهی برجسته در تحصیل و حرفه‌ٔ خود، پافشاری می‌کنند که هیچ استعدادی ندارند و هر کسی را که غیرِ این بیندیشد، نادان می‌پندارند. اما بسیاری از زنان موفق نسبت به اجرای خوب کار خود اضطراب دارند.
دکتر سندی مان، استاد روان‌شناسی دانشگاه مرکزی لنکشر در بریتانیا، سه ویژگی اصلی سندرم ایمپاستر یا نشانگان خود‌ویرانگری افراد موفق را چنین بیان می‌کند:
- اولین ویژگی آن این است که افراد فکر می‌کنند دیگران تصوری اغراق‌شده و بیش‌از اندازه از توانایی‌ها و مهارت‌های آنها دارند، تصوری بسیار بزرگ‌تر از آنچه خود فرد از خودش دارد.
- دومین ویژگی این است که شما در هراس شدیدی هستید که دست‌تان رو شود و دیگران فکر کنند در مورد توانایی‌های خود آنها را فریب داده‌اید.
- سومین ویژگی این است که به طور مداوم موفقیت‌های خود را با عوامل بیرون از توانایی و مهارت خودتان مقایسه و اندازه‌گیری می‌کنید و می‌سنجید.

هانی لنکستر جیمز، روان‌شناس می‌گوید: «تجربهٔ داشتن سندروم ایمپاستر مانند این است که در تمام عمر با این ترس و نگرانی زندگی کنیم که دیگران ما را فریبکار بدانند و روزی بفهمند که در حد انتظارات و توقعات آنها نبوده‌ایم».

## تاریخچه
اصطلاح پدیده شیاد در مقاله‌ای با عنوان «پدیده شیاد در زنان با موفقیت بالا: دینامیک و مداخله درمانی» توسط Pauline R. Clance و Suzanne A. Imes منتشر شد. Clance و Imes پدیده فریبکار را «تجربه درونی دروغگویی فکری» تعریف کردند و در ابتدا تحقیقات خود را بر روی زنان در آموزش عالی و صنایع حرفه ای متمرکز کردند.
محققان بیش از ۱۰۰ زن را مورد بررسی قرار دادند که تقریباً یک سوم آن‌ها به دلایلی غیر از سندروم ایمپاستر درگیر روان‌درمانی بودند و دو سوم آن‌ها را از سخنرانی‌ها و گروه‌های درمانی خود می‌شناختند. همه شرکت کنندگان به طور رسمی برای برتری حرفه‌ای خود توسط همکاران شناخته شده بودند و پیشرفت تحصیلی را از طریق مدارک تحصیلی و نمرات آزمون استاندارد نشان دادند. علیرغم تاییدیه خارجی ثابتی که این زنان دریافت کردند، آنها فاقد تصدیق درونی از دستاوردهای خود بودند. هنگامی که از شرکت کنندگان در مورد موفقیت آنها سؤال شد، برخی از شرکت کنندگان آن را به شانس نسبت دادند، در حالی که برخی معتقد بودند که مردم توانایی های خود را بیش از حد ارزیابی کرده‌اند. کلنس و ایمز معتقد بودند که این چارچوب ذهنی پدیده فریبکار از عواملی مانند کلیشه‌های جنسیتی، مشکلات خانوادگی، هنجارهای فرهنگی و سبک اسناد ایجاد می‌شود. آنها کشف کردند که زنان در این مطالعه علائم «اضطراب عمومی، عدم اعتماد به نفس، افسردگی، و ناامیدی مربوط به ناتوانی در برآورده کردن استانداردهای خود تحمیلی موفقیت را تجربه کردند.»

## شخصیت‌های مشهور مبتلا به سندروم خودویرانگری
- اما واتسون[۴]
- تام هنکس
- میشل اوباما[۵]
- کیم کارداشیان[۶]
- مایا آنجلو [۷]
- آلبرت اینشتین
- مایا آنجلو
- مارگو رابی [۸]